# آلن گودوی
آلن گودوی (انگلیسی: Alan Godoy؛ زادهٔ ۴ مهٔ ۲۰۰۳) بازیکن فوتبال اهل اسپانیا است که در حال حاضر برای باشگاه فوتبال بارسلونا اتلتیک در پست مهاجم بازی می‌کند. 
وی همچنین در تیم ملی فوتبال زیر ۱۶ سال اسپانیا بازی کرده است.